# Халкали (станція)
41°01′08″ пн. ш. 28°46′02″ сх. д. / 41.018849357679° пн. ш. 28.767132312557° сх. д.
Станція Халкали (тур. Halkalı garı) — найзахідніша станція на лінії Мармарай, Стамбул. 
Станція також обслуговує регіональні поїзди до Едірне, Узункьопрю, Черкезкьой та міжнародні поїзди до Бухареста, Белграда та Софії. 
Відстань від станції Халкали до станції Сіркеджі становить 27,63 км.

## Огляд
Поруч зі станцією розташований логістичний центр Халкали та історичне депо технічного обслуговування електричок Халкали. 
Станція розташована біля озера Кючюкчекмедже і обслуговує населення північно-центральної частини Кючюкчекмедже. Трохи північніше станції буде депо для приміських поїздів після завершення проекту Мармарай.
Станція був точкою відправлення всіх вантажних поїздів до Європи і став дуже важливим контейнерним терміналом. 
Його використовували залізничні контейнерні лінії IFB, Express Interfracht, Europe Intermodal та Metrans. 
Станція була закрита для залізничного руху у червні 2013 року через будівельні роботи між Черкезкьой та Халкали. 

Будівельні роботи офіційно розпочалися у березні 2014 року і тривали 75 днів. 

Також обговорюється проект розширення Мармарая до Іспартакуле, що може спричинити подальші будівельні роботи та закриття станції у майбутньому. 

Оскільки Халкали тепер оточений житловими районами через зростання міста, роль провідного експортного терміналу для вантажних перевезень до Європи незабаром припиниться. 
Вантажні потяги будуть використовувати нову митницю у Чаталджа. 
Очікується, що Халкали стане головною швидкісною залізничною станцією на фракійській стороні Стамбула після завершення залізничного сполучення через новий Босфорський міст.
У червні 2013 року DB Cargo оголосила про відкриття нового вантажного маршрут із трьома потягами на тиждень між Німеччиною та логістичним центром Халкали. 

Однак, оскільки Халкали не відкрився, як планувалося, випробування проводилися через термінал Черкезкьой і не продовжувались. 

| Попередня станція                | Лінія | Лінія                          | Лінія                | Наступна станція        |
| -------------------------------- | ----- | ------------------------------ | -------------------- | ----------------------- |
| Черкезкьой до Софія-Центральна   |       | Експрес Стамбул — Софія        |                      | Кінцева                 |
| Черкезкьой до Бухарест-Північний |       | Босфорський експрес            |                      | Кінцева                 |
| Іспартакуле до Капикуле          |       | Реджіонал Стамбул — Капикуле   |                      | Кінцева                 |
| Іспартакуле до Узункьопрю        |       | Реджіонал Стамбул — Узункьопрю |                      | Кінцева                 |
| Кінцева                          |       | Yüksek Hızlı Tren              |                      | Бакиркьой до Анкара     |
| Кінцева                          |       | Yüksek Hızlı Tren              | Бакиркьой до Караман |                         |
| Кінцева                          |       | Анкара-Експрес                 |                      | Бакиркьой до Анкара     |
| Кінцева                          |       | Мармарай                       |                      | Мустафа Кемаль до Гебзе |